# S·巴拉钱德兰
尚卡尔·巴拉钱德兰（1964年6月1日—），簡稱S·巴拉钱德兰（英語：S. Balachandran），印度外交官，曾任印度駐蘇里南大使兼印度駐巴巴多斯、聖文森特和格林納丁斯以及聖盧西亞高級專員，印度駐賈夫納總領事等職務。

## 經歷
1964年6月1日生于印度泰米尔纳德邦金奈（一說爲泰米尔纳德邦廷迪瓦纳姆附近的奥勒古尔人）。他擁有馬德拉斯大學的化學學士學位和歷史碩士學位，後在泰米爾大學攻讀了哲學博士學位，研究方向爲印度的航海傳統。
1988年，加入印度外交部。他在1988年10月至1992年11月、1996年10月至1998年8月、2002年1月至2003年12月以及2016年2月至2018年2月期間在外交部工作，2007年5月至2009年11月在蒂魯吉拉伯利擔任地區護照官員。此外，他在印度外交使團的履歷包括：布加勒斯特（1992年12月至1996年9月）、巴黎（1998年9月至2001年12月）、塞舌爾維多利亞（2004年1月至2007年5月）、上海（2009年12月至2012年10月）以及馬普托（2012年11月至2016年2月），他負責處理了各種事務。
2018年3月至2021年7月，任印度駐斯里兰卡賈夫納總領事。2021年5月13日，巴拉钱德兰被任命爲印度駐蘇里南大使，他於2021年8月7日就任。他於2021年10月11日獲任命兼印度駐聖文森特和格林納丁斯高級專員，於2021年12月31日獲任命兼印度駐巴巴多斯高級專員，並於2022年1月24日獲任命兼印度駐聖盧西亞高級專員。2021年8月10日，向蘇里南總統遞交國書；2021年12月29日，向聖文森特和格林納丁斯總督遞交國書；2022年4月21日，向巴巴多斯總統遞交國書；並於2022年7月11日向聖盧西亞代理總遞交國書。2024年離任。

### 事件
2012年初，印度媒体报道了印度駐上海總領事館官員S·巴拉钱德兰在浙江義烏遭到不公正待遇的事件：2011年12月31日，S·巴拉钱德兰前往义乌为两名印度商人提供领事保护時，遭到中國商人圍攻受傷送醫；這一說法遭到了不願透露姓名的印度官員的否定，而據印度官員的解釋和其他媒體報導的另一個版本，巴拉钱德兰是在陪同二名印度商人参加长达数个小时的庭审时，患有糖尿病的他要求提供食品和就医遭拒，最终不支晕倒。根據報導，兩名印度商人受僱於一家也門貿易公司，在公司未能支付應付款項而老闆跑路的情況下，兩人被中國商人扣爲了人質。
事后巴拉钱德兰被送往上海接受治疗。印度外交部召见了中国驻印度大使馆临时代办張越，表达抗议。印度驻北京大使馆也在网站上刊登通知，警告印度商人避免前往义乌。中国外交部发言人洪磊否认了印度外交官遭到非人道待遇，并表示两名印度商人已经被妥善安置到宾馆，行动自由且安全受到当地警方保护。

## 個人生活
巴拉钱德兰會說泰米爾語、泰盧固語、印地語和英語。已婚，育有兩個女兒。

## 學術成果
- Shankar, Balachandran.  [從斯里蘭卡編年史中窺見的海上交流與海戰] (pdf). Sri Lanka Journal of South Asian Studies. 2017-11, 03 (2). （原始内容存档 (PDF)于2022-01-08） （英语）.
- [銅板皇家印章上的朱羅王朝海外征服的圖像學表現]. Literary Findings - International Journal of Multidisciplinary Research. 2019-06-01, (6).[5]